# DFB-Pokal der Frauen 1997-1998
La DFB-Pokal der Frauen 1997-1998 è stata la 18ª edizione della Coppa di Germania riservata alle squadre di calcio femminile. La finale si è svolta all'Olympiastadion di Berlino ed è stata vinta per la prima volta dal FCR Duisburg 55, superando le avversarie del FSV Francoforte con il risultato netto di 6-2. Il Duisburg ha iniziato la stagione con la denominazione di FC Rumeln-Kaldenhausen per poi passare nella seconda metà della stagione in FCR 2001 Duisburg.

## Primo Turno
Numerosi club hanno passato il turno automaticamente e si sono qualificati al Secondo Turno.
| Squadra 1               | Risultato | Squadra 2                   |
| ----------------------- | --------- | --------------------------- |
| Nagema Neubrandenburg   | 6 - 1     | Fortuna Sachsenroß Hannover |
| Wittenseer SV           | 0 – 4     | Turbine Potsdam             |
| Wolfenbütteler SV       | 4 - 3     | SSV Schmalfeld              |
| Hertha Zehlendorf       | 2 - 1     | Turbine Potsdam II          |
| Wacker Merkenich        | 0 - 17    | Siegen                      |
| Fortuna Dilkrath        | 1 - 9     | FCR Duisburg 55             |
| Polizei SV Bremen       | 0 - 4     | Jahn Delmenhorst            |
| SC Bulach               | 1 - 4     | Klinge Seckach              |
| Sindelfingen            | 1 - 12    | Niederkirchen               |
| Fortuna Dresden-Rähnitz | 1 – 9     | FSV Francoforte             |
| FSV DJK Schwarzbach     | 0 - 8     | Praunheim                   |
| Crailsheim              | 12 - 0    | TSV Eschollbrücken          |

## Secondo Turno
| Squadra 1               | Risultato   | Squadra 2            |
| ----------------------- | ----------- | -------------------- |
| SpVgg Rehweiler         | 0 - 14      | Saarbrücken          |
| TSV Ludwigsburg         | 2 – 3 (dts) | Klinge Seckach       |
| Friburgo                | 0 - 1       | Niederkirchen        |
| SV Dirmingen            | 0 - 1       | Eintracht Seekirch   |
| TuS Linter              | 1 - 7       | FSV Francoforte      |
| FC Rennersthofen        | 0 - 7       | Praunheim            |
| Crailsheim              | 4 - 1       | Jena                 |
| Nagema Neubrandenburg   | 0 - 4       | Turbine Potsdam      |
| TeBe Berlino            | 2 - 0       | Amburgo              |
| Wolfsburg               | 3 – 5       | Hertha Zehlendorf    |
| Wolfenbütteler SV       | 6 - 0       | Fortuna Magdeburg    |
| GSV Moers               | 0 - 10      | Siegen               |
| Wattenscheid 09         | 0 - 5       | FCR Duisburg 55      |
| Jahn Delmenhorst        | 0 - 2       | Bad Neuenahr         |
| SpVgg Oberaußem-Fortuna | 0 - 7       | Grün-Weiß Brauweiler |
| DJK Arminia Ibbenbüren  | 0 - 1       | Eintracht Rheine     |

## Terzo Turno
| Squadra 1            | Risultato   | Squadra 2          |
| -------------------- | ----------- | ------------------ |
| Grün-Weiß Brauweiler | 3 - 5       | FSV Francoforte    |
| Bad Neuenahr         | 3 – 0       | Eintracht Seekirch |
| Wolfenbütteler SV    | 0 - 5       | FCR Duisburg 55    |
| Turbine Potsdam      | 0 - 1 (dts) | Siegen             |
| Praunheim            | 1 - 0       | Hertha Zehlendorf  |
| TeBe Berlino         | 0 - 3       | Niederkirchen      |
| Klinge Seckach       | 0 - 4       | Eintracht Rheine   |
| Crailsheim           | 0 - 2       | Saarbrücken        |

## Quarti di finale
| Squadra 1       | Risultato | Squadra 2        |
| --------------- | --------- | ---------------- |
| Praunheim       | 0 - 1     | FSV Francoforte  |
| FCR Duisburg 55 | 2 - 0     | Eintracht Rheine |
| Saarbrücken     | 0 - 3     | Siegen           |
| Niederkirchen   | 3 - 0     | Bad Neuenahr     |

## Semifinali
| Squadra 1       | Risultato   | Squadra 2       |
| --------------- | ----------- | --------------- |
| FCR Duisburg 55 | 1 - 0       | Niederkirchen   |
| Siegen          | 2 - 3 (dts) | FSV Francoforte |

## Finale
| Arbitro: | Antje Witteweg (Goslar) |

|                                                   |           |                          |
| Grings 4’, 48’, 90’ Nieczypor 7’, 30’ Meinert 18’ | Marcatori | 42’ König 52’ Bornschein |